# Cantate pour le mariage de l'empereur Napoléon avec Marie-Louise d'Autriche

La Cantate pour le Mariage de l'empereur Napoléon avec Marie-Louise d'Autriche est une cantate de mariage pour orchestre, chœur, et solistes composée en 1810 par Johann Nepomuk Hummel.
Elle a été jouée lors de la cérémonie de mariage de Napoléon Bonaparte et de Marie Louise d'Autriche en mars, mais n'a pas été publiée du vivant du compositeur. Elle n'avait pas été jouée depuis le mariage de l'empereur lorsque le Clare College de Cambridge, dirigé par Toby Hession, l'interpréta en 2016.

## Structure
L'œuvre dure environ 35 minutes et est composée de 22 mouvements :
1. Introduction (orchestre uniquement)
2. Chœur général (orchestre avec chœur)
3. Récitatif (basse)
4. Récitatif (basse)
5. Duo (soprano et ténor)
6. Quatuor (soprano, mezzo-soprano, ténor, basse)
7. Récitatif (soprano)
8. Chœur général
9. Récitatif (soprano et ténor)
10. Quatuor sans instruments (soprano, mezzo-soprano, ténor, basse non accompagnés)
11. Récitatif (ténor et basse)
12. Duo (soprano et ténor)
13. Chœur général
14. Air (ténor)
15. Récitatif (mezzo-soprano)
16. Romance (soprano)
17. Chœur général
18. Récitatif (ténor et basse)
19. Chœur général
20. Récitatif (ténor et basse)
21. Quatuor (soprano, mezzo-soprano, ténor, basse)
22. Chœur général

## Instrumentation
L'œuvre est prévue pour un orchestre classique composé de cordes, du double de bois que selon les standards de l'époque, de cors et de timbales, l'orchestre accompagnant un double chœur et quatre chanteurs solos: une soprano, une mezzo-soprano, un ténor et une basse.
Le deuxième mouvement est, lui, prévu pour un double chœur ; lors de la représentation originale au mariage de l'empereur, le premier chœur était composé de chanteurs français et le second de chanteurs autrichiens. De même, les solistes soprano et ténor étaient français, et les solistes mezzo-soprano et basse étaient autrichiennes.